# Lebewesen
Lebewesen sind organisierte Einheiten, die unter anderem zu Stoffwechsel, Fortpflanzung, Reizbarkeit, Wachstum und Evolution fähig sind. Lebewesen prägen entscheidend das Bild der Erde und die Zusammensetzung der Erdatmosphäre (Biosphäre). Neuere Schätzungen lassen vermuten, dass 30 Prozent der gesamten Biomasse der Erde auf unterirdisch lebende Mikroorganismen entfallen. Rezente Lebewesen stammen immer von anderen Lebewesen ab (Abstammungstheorie). Über die Entstehung von Lebewesen aus abiogenen Vorformen wird intensiv geforscht. Zu den ältesten Spuren irdischer Lebewesen gehören insbesondere die Stromatolithen.
Die Biologie untersucht die heute bekannten Lebewesen und ihre Evolution sowie die Grenzformen des Lebens (z. B. Viren) mit naturwissenschaftlichen Methoden.

## Eigenschaften von Lebewesen (Übersicht)
| Kennzeichen                                     | Beispiel Lebewesen | Beispiel Nicht-Lebewesen |
| Entropie                                        | Entropie | Entropie |
| ----------------------------------------------- | --- | --- |
| Export                                          | Lebewesen als selektiv offene thermodynamische Systeme mit Subsystemen (Organen), die für Entropieexport sorgen. So kann die aktuelle Entropie des Systems unterhalb der den Tod kennzeichnenden maximal möglichen Entropie gehalten werden. | Technische Systeme mit Mechanismen zur Selbstreparatur. Datenkommunikation mit Fehlerkorrektur. Wie auch bei Lebewesen sichert hier Redundanz den erforderlichen Abstand zwischen aktuell erreichter und maximal möglicher Entropie. |
| Energieaustausch mit der Umgebung               | | |
| Aufnahme                                        | Pflanzen nehmen Lichtenergie auf und erzeugen durch Photosynthese Biomasse (Primärproduktion). Energiegewinnung aus Nahrung durch Stoffwechsel mit der Umgebung. In der Tiefsee treten aus Schwarzen Rauchern Schwefel und Metallsulfide aus. Aus ihrer Oxidation gewinnen dort lebende lithotrophe Mikroorganismen Energie. Sie fungieren dort als Nahrungsquelle einer Lebensgemeinschaft. | Felsen erwärmen sich am Tag durch Aufnahme von Energie durch Licht … |
| Abgabe                                          | Alle Lebewesen, jedoch in besonderem Ausmaß Säugetiere, geben Energie direkt als Wärme und indirekt in stofflichen Ausscheidungen ab | … und geben sie in der Nacht wieder ab |
| Stoffaustausch mit der Umgebung                 | | |
| Aufnahme                                        | Nahrungsaufnahme | Betanken eines Autos mit Benzin |
| Abgabe                                          | Tiere geben Kohlenstoffdioxid und Wasser ab | Abgase des Autos bestehen (vor allem) aus Kohlenstoffdioxid und Wasser |
| Stoffwechsel (chemische Umwandlung von Stoffen) | alle Lebewesen (Anmerkung: Viren, Viroide und Prionen sind nicht zu Stoffwechsel befähigt) | brennende Kerze |
| Informationsaustausch                           | | |
| Empfangen von Information                       | Pflanzen erkennen den Sonnenstand | Belichtungsmesser des Fotoapparates misst Lichtstärke |
| Senden von Information                          | Warntracht der Wespen, Sprache der Bienen und der Menschen | Verkehrsampel |
| Reaktion auf Reize aus der Umwelt               | | |
| Anpassung/Ausrichtung                           | Pflanzen richten ihre Blätter nach dem Sonnenstand aus | Eine durch die Außentemperatur geregelte Heizungsanlage passt die Heizleistung an die gemessene Temperatur an. |
| Wachstum                                        | | |
| Volumenzunahme                                  | Eine Hefezelle nimmt nach der Zellteilung an Volumen zu | Wachstum eines Kochsalz-Kristalls |
| Zellteilung                                     | Stammzellen des Knochenmarkes. Wachstum ist die Folge von Zellteilung (Vermehrung): Durch Wachstum wird die zur Masse der Zelle relative Oberfläche geringer. Das verringert die Entropieexportmöglichkeit der Zelle. Die Teilung erhöht die Oberfläche wieder. Es kann wieder mehr Entropie exportiert werden.                                                                              | „Zellteilung“ ist ein originär organischer Begriff, kann also keine anorganische Entsprechung haben. |
| Selbstreproduktion (Fortpflanzung)              | | |
| Vermehrung                                      | Die durch Zellteilung entstandenen Zellen sind ihrer Mutterzelle ähnlich. Kopie der DNA, also Vererbung. | Bei technischen Systemen noch nicht ausgereift, aber theoretisch möglich; sich selbst reproduzierende (siehe auch Rekursion) Computerprogramme sind Praxis (Computerviren).                                                          |
| Stoffliche Grundlage                            | | |
| Grundbausteine                                  | Biomoleküle | Wassermolekül |
| Informationsträger                              | DNA, RNA | Metallkristall (Metallgitter) |

Lebewesen kennzeichnende Merkmale findet man vereinzelt also auch bei technischen, physikalischen und chemischen Systemen. Insbesondere zeigt Feuer je nach Interpretation einen großen Teil dieser Eigenschaften.
1. Auf alle lebenden Organismen (Lebewesen) müssen zumindest auf der Ebene der Zelle alle Kennzeichen zutreffen.
2. Tote Organismen wiesen in ihrer Vergangenheit alle Kennzeichen auf.
3. Latentes Leben haben Organismen, die zwar nicht alle Kennzeichen aufweisen, also toten Organismen oder unbelebten Gegenständen ähnlich sind, jederzeit aber zu lebenden Organismen werden können. (Beispiele: Sporen von Bakterien oder Pilzen).
4. Unbelebte Gegenstände zeigen zur Zeit ihrer Existenz nicht alle Kennzeichen.

Drei wesentliche Eigenschaften haben sich aber herauskristallisiert, die für alle Lebewesen als Definitionskriterien gelten sollen:
- Stoffwechsel (Metabolismus) während zumindest einer Lebensphase, was eine Kompartimentierung durch eine Wand oder Membran bedingt,
- Fähigkeit zur Selbstreproduktion und
- die mit der Selbstreproduktion verbundene genetische Variabilität als Bedingung evolutionärer Entwicklung.

Diese Einschränkung würde aber viele hypothetische Frühstadien der Entwicklung des Lebens sowie rezente Grenzformen des Lebens, wie Viren, kategorisch ausschließen. Ausführlich wird dieser Aspekt im Abschnitt Lebewesen: Begriffsprobleme behandelt.

## Aufbau von Lebewesen
Lebewesen bestehen vorwiegend aus Wasser, organischen Kohlenstoffverbindungen und häufig aus mineralischen oder mineralisch verstärkten Schalen und Gerüststrukturen (Skelette).
Alle Lebewesen (Pflanzen, Tiere, Pilze, Protisten, Bakterien und Archaeen) sind aus Zellen oder Synzytien (mehrkernigen Zellverschmelzungen, z. B. Ciliaten und viele Pilze) aufgebaut, d. h. zelluläre Organismen (Cytota). Sowohl die einzelne Zelle als auch die Gesamtheit der Zellen (eines mehrzelligen Organismus) sind strukturiert und kompartimentiert, das heißt, sie bilden ein komplex aufgebautes System voneinander abgegrenzter Reaktionsräume. Sie sind untereinander und zur Außenwelt hin durch Biomembranen abgetrennt.
Jede Zelle enthält in ihrem Erbgut alle zum Wachstum und für die vielfältigen Lebensprozesse notwendigen Anweisungen.
Im Lauf des individuellen Wachstums differenzieren sich die Zellen zu verschiedenen Organen, die jeweils bestimmte Funktionen für das Gesamtsystem, das Individuum, übernehmen.

## Chemie der Lebewesen

### Elemente
Es ist bis heute nicht gelungen, mit Sicherheit alle Elemente zu identifizieren, die wirklich alle Lebewesen für ihr Wachstum benötigen. Eindeutig ist nur, dass die elementaren Bausteine der biologischen Makromoleküle für alle lebenden Zellen essentiell sind, das sind Kohlenstoff (C), Wasserstoff (H), Sauerstoff (O) und Stickstoff (N) als Hauptbestandteile und Phosphor (P) und Schwefel (S) in geringeren Anteilen. Es ist bisher auch nicht gelungen, Organismen zu finden, die ohne Magnesium (Mg) und Zink (Zn) auskämen. Bei allen anderen Elementen, auch solchen, die einige Lebewesen in größeren Mengen, als Makronährstoffe, benötigen, ist nicht gesichert, ob der Bedarf wirklich essentiell ist. So gibt es zum Beispiel Milchsäurebakterien, die kein Eisen (Fe) benötigen. Viele Prokaryoten sind imstande, Mangel an Nährelementen mit anderen, selten genutzten Elementen zu substituieren. Einige für die meisten Organismen giftige Elemente können für ganz wenige, spezialisierte Organismen nützlich sein, etwa Cadmium (Cd) in einigen Kieselalgen.
Bei komplexeren, mehrzelligen Organismen, wie etwa auch beim Menschen, ist der Bedarf stärker festgelegt: Der Mensch benötigt zum Leben 20 Elemente; ein weiteres, Chrom (Cr), war lange umstritten, gilt nun aber nur noch, in extrem geringen Mengen, als nützliches, aber nicht essentielles Spurenelement.  17 Elemente sind für alle Pflanzen essentiell; viele Pflanzen nutzen aber auch Elemente, teilweise in größeren Mengen, die Säugetiere wie der Mensch gar nicht benötigen, etwa Aluminium (Al) oder Silicium (Si). Man sollte also nicht aus den Bedürfnissen des Menschen auf diejenigen der Lebewesen generell schließen, es werden nach wie vor neue Organismen mit exotischen Wegen des Stoffwechsels entdeckt.

### Biochemische Bestandteile
Lebewesen sind vor allem durch in ihnen enthaltene reproduzierende Moleküle gekennzeichnet. Bekannt sind heute die Polynukleotide DNA und RNA, aber auch andere Moleküle haben möglicherweise diese Eigenschaft. Ferner enthalten sie Eiweiße (Proteine), makromolekulare Kohlenhydrate (Polysaccharide) sowie komplexe Moleküle wie Lipide und Steroide. Alle diese Makromoleküle und komplexen Moleküle kommen nicht in der unbelebten Natur vor, sie können von unbelebten Systemen nicht hergestellt werden. Kleinere Bausteine wie Aminosäuren und Nukleotide dagegen sind auch in der unbelebten Natur, zum Beispiel in interstellaren Gasen oder in Meteoriten, zu finden und können auch abiotisch entstehen.
Daneben enthalten die Zellen der Lebewesen zu einem großen Teil Wasser und darin gelöste anorganische Stoffe.
Alle bekannten Lebensvorgänge finden in Anwesenheit von Wasser statt.

## Systematik der Lebewesen

Phylogenetischer Baum, der die Abstammung und Verwandtschaft der Lebewesen aufzeigt

Die biologische Systematik versucht, eine sinnvolle Gruppierung aller Lebewesen zu erstellen. Die oberste Stufe wird dabei von den Domänen gebildet. Man unterscheidet nach molekularbiologischen Kriterien drei Domänen: die eigentlichen Bakterien (Bacteria), die Archaeen (Archaea), früher auch Archaebakterien genannt und die Eukaryoten (Eukaryota). Die beiden erstgenannten Domänen enthalten alle Lebewesen ohne Zellkern, die Prokaryoten genannt werden. Die Domäne der Eukaryoten umfasst alle Lebewesen mit Zellkern, darunter fallen Tiere (inklusive der Menschen), Pflanzen und Pilze sowie die Protisten. Dabei sind die Eukaryoten und Archaeen näher miteinander verwandt.
|                         | Crenarchaeota  |
|                         |                |
|                         | Thaumarchaeota |
|                         |                |
|                         | Euryarchaeota  |
| Vorlage:Klade/Wartung/3 |                |

|  | \| \| Amorphea (z. B. Tiere, Pilze) \| \| \| \| \| \| Diaphoretickes (z. B. Pflanzen) \| \| \| \| |
|  |                                                                                                   |
|  | Excavata                                                                                          |
|  |                                                                                                   |
|  | Amorphea (z. B. Tiere, Pilze)                                                                     |
|  |                                                                                                   |
|  | Diaphoretickes (z. B. Pflanzen)                                                                   |
|  |                                                                                                   |

|  | Amorphea (z. B. Tiere, Pilze)   |
|  |                                 |
|  | Diaphoretickes (z. B. Pflanzen) |
|  |                                 |

|                         | Crenarchaeota  |
|                         |                |
|                         | Thaumarchaeota |
|                         |                |
|                         | Euryarchaeota  |
| Vorlage:Klade/Wartung/3 |                |

|  | \| \| Amorphea (z. B. Tiere, Pilze) \| \| \| \| \| \| Diaphoretickes (z. B. Pflanzen) \| \| \| \| |
|  |                                                                                                   |
|  | Excavata                                                                                          |
|  |                                                                                                   |
|  | Amorphea (z. B. Tiere, Pilze)                                                                     |
|  |                                                                                                   |
|  | Diaphoretickes (z. B. Pflanzen)                                                                   |
|  |                                                                                                   |

|  | Amorphea (z. B. Tiere, Pilze)   |
|  |                                 |
|  | Diaphoretickes (z. B. Pflanzen) |
|  |                                 |

|                         | Crenarchaeota  |
|                         |                |
|                         | Thaumarchaeota |
|                         |                |
|                         | Euryarchaeota  |
| Vorlage:Klade/Wartung/3 |                |

|  | \| \| Amorphea (z. B. Tiere, Pilze) \| \| \| \| \| \| Diaphoretickes (z. B. Pflanzen) \| \| \| \| |
|  |                                                                                                   |
|  | Excavata                                                                                          |
|  |                                                                                                   |
|  | Amorphea (z. B. Tiere, Pilze)                                                                     |
|  |                                                                                                   |
|  | Diaphoretickes (z. B. Pflanzen)                                                                   |
|  |                                                                                                   |

|  | Amorphea (z. B. Tiere, Pilze)   |
|  |                                 |
|  | Diaphoretickes (z. B. Pflanzen) |
|  |                                 |

|                         | Crenarchaeota  |
|                         |                |
|                         | Thaumarchaeota |
|                         |                |
|                         | Euryarchaeota  |
| Vorlage:Klade/Wartung/3 |                |

|  | \| \| Amorphea (z. B. Tiere, Pilze) \| \| \| \| \| \| Diaphoretickes (z. B. Pflanzen) \| \| \| \| |
|  |                                                                                                   |
|  | Excavata                                                                                          |
|  |                                                                                                   |
|  | Amorphea (z. B. Tiere, Pilze)                                                                     |
|  |                                                                                                   |
|  | Diaphoretickes (z. B. Pflanzen)                                                                   |
|  |                                                                                                   |

|  | Amorphea (z. B. Tiere, Pilze)   |
|  |                                 |
|  | Diaphoretickes (z. B. Pflanzen) |
|  |                                 |

## Lebewesen als Systeme

### Eigenschaften von Lebewesen
Die folgenden Eigenschaften von Lebewesen kommen auch bei unbelebten Systemen der Natur und der Technik vor:
Lebewesen sind in der Terminologie der Systemtheorie:
- offen: Sie stehen in lebenslangem Energie-, Stoff- und Informationsaustausch mit der Umwelt.[14]
- komplex: Leben setzt eine gewisse Komplexität in der Organisation des Systems voraus.
- dynamisch: Sie sind zumindest auf der biochemischen Ebene dauernd Reizen und Zwängen der Umwelt ausgesetzt, können aber zeitweise einen stationären Zustand einnehmen, weisen also eine Konstanz von Struktur und Leistung auf. Diese Veränderungen sind einerseits auf dem System innewohnende Bedingungen zurückzuführen (Beispiel: Erzeugung genetischer Variation durch Rekombination bei der Fortpflanzung), andererseits durch Umwelteinflüsse und Umweltreize. Lebewesen wirken wiederum auf ihre Umwelt verändernd zurück. (Beispiel: Veränderung der Zusammensetzung der Atmosphäre durch die Photosynthese.)
- deterministisch: Auch wenn alle Eigenschaften der Lebewesen durch die Naturgesetze bestimmt sind, lassen sich aufgrund ihrer Komplexität vor allem für emergente Eigenschaften kaum mathematisch exakte Aussagen über die Vorhersagbarkeit ihrer Eigenschaften und Entwicklung und ihres Verhaltens machen: Durch die für wissenschaftliche Untersuchungen notwendige Reduktion lassen sich zwar Gesetzmäßigkeiten für einzelne Elemente ermitteln. Daraus lassen sich aber nicht immer Gesetzmäßigkeiten für das Gesamtsystem ableiten.
- stabil und adaptiv: Lebewesen können trotz störender Einflüsse aus der Umwelt ihre Struktur und ihr inneres Milieu für längere Zeit aufrechterhalten. Andererseits können sie sich auch in Struktur und Verhalten verändern und Umweltänderungen anpassen.
- autopoietisch: Lebewesen sind sich selbst replizierende Systeme, wobei einerseits die Kontinuität von Struktur und Leistung über lange Zeiträume hinweg gewährleistet ist, andererseits durch die Ungenauigkeit der Replikation Möglichkeiten zur evolutionären Anpassung an Umweltänderungen bestehen.
- autark: Lebewesen sind bis zu einem gewissen Grad von der Umwelt unabhängig. (Siehe dazu die Erörterung der Problematik der Autarkie.)

### Organisation
Die folgenden Organisationsformen von Lebewesen kommen auch bei unbelebten Systemen der Natur und der Technik vor:
- Als komplexe, heterogene Systeme bestehen Lebewesen aus vielen Elementen unterschiedlicher Struktur und Funktion, die durch zahlreiche, unterschiedliche Wechselwirkungen miteinander verknüpft sind.
- Lebewesen sind hierarchisch strukturiert: Sie bestehen aus zahlreichen unterschiedlichen Elementen (Subsystemen), die durch zahlreiche Beziehungen miteinander verknüpft sind und selbst wieder aus zahlreichen Untereinheiten bestehen, welche selbst wieder Systeme darstellen und aus Subsystemen bestehen (zum Beispiel Organe bestehen aus Zellen, diese enthalten Organelle, welche aus Biomolekülen aufgebaut sind).
- Lebewesen sind auch selbst wieder Elemente von komplexen Systemen höherer Ordnung (zum Beispiel Familienverband, Population, Biozönose), sind also ebenfalls mit zahlreichen weiteren Systemen (andere Lebewesen, unbelebte und technische Systeme) verknüpft.
- Alle Lebewesen sind Systeme mit speziellen Informationsbahnen und Informationsspeichern.

### Das genetische Programm
Wie die komplexen physikalischen Systeme der unbelebten Natur (wie zum Beispiel das Sonnensystem) entstehen auch bei Lebewesen Strukturen durch Selbstorganisation. Darüber hinaus besitzen Lebewesen im Gegensatz zu Systemen der unbelebten Natur das genetische Programm, welches jedoch ebenfalls in ähnlicher Weise in Systemen der Technik vorkommen kann (siehe Genetische Programmierung). Durch dieses Programm werden Lebensvorgänge ausgelöst, gesteuert und geregelt. Dazu gehört auch die Reproduktion dieses Programms. Dieses Programm ist teleonomisch, ohne teleologisch sein zu können: Es gibt die Richtung der ontogenetischen Entwicklung und des Verhaltens der Organismen vor und grenzt sie in einem gewissen Rahmen von anderen Entwicklungsmöglichkeiten und Verhaltensweisen ab. Fehlen Teile des Programms oder weisen sie Fehlfunktionen auf, können sich – außerhalb eines Toleranzbereiches – langfristig keine überlebensfähigen Organismen entwickeln.

### Evolution des Lebens
Die Entwicklungsgeschichte des Lebens auf der Erde (Evolutionsgeschichte) hat einen einmaligen Verlauf. Auch wenn man die Ausgangsbedingungen wiederherstellen könnte, würde sich möglicherweise ein ähnlicher Ablauf ergeben, wie er schon einmal stattgefunden hat, aber höchstwahrscheinlich nicht exakt der gleiche. Der Grund dafür ist die Vielzahl von zufälligen Zusammentreffen von Einflussfaktoren, die seit dem Beginn des Lebens die weitere Entwicklung bestimmt haben. Diese zufälligen Einflüsse werden durch Selektions- und Anpassungsprozesse teilweise wieder ausgeglichen, trotzdem ist eine genau identische Entwicklung unter realen Bedingungen nicht wahrscheinlich.
Die Entwicklung der verschiedenen Arten von Lebewesen wird in der Evolutionstheorie behandelt. Dieser von Charles Darwin begründete Zweig der Biologie erklärt die Vielfalt der Lebensformen durch Mutation, Variation, Vererbung und Selektion. Die Evolutionstheorien haben zum Ziel, die Veränderungen von Lebensformen im Laufe der Zeit zu erklären und die Entstehung der frühesten Lebensformen nachvollziehbar zu machen. Für Letzteres gibt es eine Reihe von Konzepten und Hypothesen (beispielsweise RNA-Welt, siehe auch Chemische Evolution).
Die ältesten bisher gefundenen fossilen Spuren von Lebewesen sind mikroskopisch kleine Fäden, die als Überreste von Cyanobakterien gelten. Allerdings werden diese in 3,5 Milliarden Jahre alten Gesteinen gefundenen Ablagerungen nicht allgemein als Spuren von Leben angesehen, da es auch rein geologische Erklärungen für diese Formationen gibt.
Die derzeit populärste Theorie zur Entstehung autotrophen Lebens postuliert die Entwicklung eines primitiven Metabolismus auf Eisen-Schwefel-Oberflächen unter reduzierenden Bedingungen, wie sie in der Umgebung von vulkanischen Ausdünstungen anzutreffen sind. Während der Frühphase der Evolution irdischer Lebewesen, die im geologischen Zeitraum vor zwischen 4,6 und 3,5 Milliarden Jahren (Präkambrium) stattfand, war die Erdatmosphäre wahrscheinlich reich an Gasen wie Wasserstoff, Kohlenstoffmonoxid und Kohlenstoffdioxid, während die heißen Ozeane relativ hohe Konzentrationen an Ionen von Übergangsmetallen wie gelöstem Eisen (Fe2+) oder Nickel (Ni2+) enthielten. Ähnliche Bedingungen finden sich heute in der Umgebung von hydrothermalen Schloten, die während plattentektonischer Prozesse auf dem Meeresgrund entstanden sind. In der Umgebung solcher als Schwarze Raucher (englisch black smokers) bezeichneten Schlote gedeihen thermophile methanogene Archaeen auf der Grundlage der Oxidation von Wasserstoff und der Reduktion von Kohlenstoffdioxid (CO2) zu Methan (CH4). Diese extremen Biotope zeigen, dass Leben unabhängig von der Sonne als Energielieferant gedeihen kann, eine grundlegende Voraussetzung für die Entstehung und Aufrechterhaltung von Leben vor dem Aufkommen der Photosynthese.
Neuere Ansätze gehen davon aus, dass die Evolution nicht an der Art, sondern am Individuum und seinen Genen ansetzt (siehe Soziobiologie und Verhaltensbiologie).

## Lebewesen: Begriffsprobleme

### Definition der physischen Grenze
Hier ist die äußerste Grenze letztlich die Zellmembran, die Pellicula, die Zellwand oder eine andere einhüllende und begrenzende Struktur. Bei höheren Organisationsstufen übernehmen Abschluss- und Deckgewebe wie Epidermis, Epithel, Haut oder Rinde diese Funktion.
Viele Organismen geben Stoffe an die Umwelt ab und schaffen sich damit eine eigene Umwelt im Nahbereich, ein Mikromilieu. Beispiel: Schleimkapsel von Pneumococcus. Hier hängt die physische Abgrenzung des Individuums von der Fragestellung ab.

### Definition des Individuums
Die Abgrenzung eines einzelnen Lebewesens von anderen, eigenständigen Lebewesen ist nicht trivial. Das Wort Individuum bedeutet nach seiner lateinischen Herkunft ein Unteilbares. In dieser Bedeutung ist es nicht für alle Lebewesen praktikabel. Zwar kann man die meisten höheren Tiere nicht teilen, ohne sie oder den abgetrennten Teil damit zu töten. Sie sind also nicht teilbar. Einen Hund als Individuum anzusprechen ist daher kein Problem. Dagegen kann man von einem „individuellen“ Baum einen Ableger abteilen und diesen zu einem neuen Exemplar heranwachsen lassen. Damit ist das vermeintliche Baum-Individuum im Grunde ein „Dividuum“, denn es leben nicht zwei Teile eines Baumindividuums weiter, sondern aus einem Exemplar sind zwei entstanden, das ursprüngliche Exemplar wurde vermehrt. Viele Pflanzen bedienen sich dieses Verfahrens der Ausbreitung systematisch, z. B. durch Ableger. Oft wachsen so ganze Rasen oder Wälder heran, die eigentlich einem einzigen zusammenhängenden Exemplar angehören, das aber jederzeit an beliebiger Stelle in mehrere Exemplare geteilt werden könnte.
Durch die Möglichkeit des Klonens entsteht die Fähigkeit zur Abtrennung eines neuen lebensfähigen Exemplars, auch für Säugetiere (siehe Klonschaf Dolly). Damit wird der Begriff Individuum in vielen Bereichen der Biologie mehr oder weniger hinfällig und müsste dort durch einen anderen, besser zutreffenden ersetzt werden, etwa durch den Begriff Exemplar.
Bei Schleimpilzen und kolonienbildenden Einzellern (Beispiel Eudorina) lassen sich individuelle, autarke Zellen unterscheiden. Sie gehen aber zumindest zeitweise Verbindungen miteinander ein, in welcher sie ihre Individualität und Unabhängigkeit aufgeben, also einem mehrzelligen Organismus gleichen.

### Autarkie
Aufgrund der komplexen Wechselwirkungen von Organismen mit ihrer Umwelt kann man nur eingeschränkt von Autarkie sprechen:
- So sind Lebewesen bezüglich der Energie nie autark, sie sind immer auf eine externe Energiequelle angewiesen, die in der Regel letztlich durch die Sonne gegeben ist. Organismen, die als Energiequelle nur Licht oder die chemische Energie anorganischer Stoffe benötigen, also nicht auf andere Lebewesen als Energielieferanten angewiesen sind, können als energetisch autark betrachtet werden.
- Autotrophe Organismen sind in dem Sinne stofflich autark, als sie aus anorganischen Stoffen körpereigene organische Stoffe herstellen und diese im Stoffwechsel wieder zu anorganischen Stoffen abbauen. So lässt sich eine photosynthetisch aktive Pflanze in einem von der Umgebungsluft abgeschlossenen Glasgefäß bei ausreichender Beleuchtung am Leben erhalten, da sich ein Gleichgewicht zwischen Photosynthese und Atmung einstellen kann. Wachstum und Fortpflanzung sind in diesem System allerdings nur so lange möglich wie der Vorrat an Wasser und Nährsalzen ausreicht. Heterotrophe Organismen sind in diesem Sinne nicht autark, da sie auf die von anderen Lebewesen vorgefertigten Nährstoffe angewiesen sind.
- Übergeordnete Systeme wie zum Beispiel eine Lebensgemeinschaft (Biozönose) können wiederum energetische und stoffliche Autarkie erreichen, wenn bestimmte Organismengruppen in ausreichender Zahl und mit einer ausgeglichenen Vermehrungsrate vorhanden sind. (Siehe dazu ökologisches Gleichgewicht.) So hat sich in der Tiefsee eine autarke Lebensgemeinschaft zwischen chemoautotrophen Bakterien, Röhrenwürmern, Krebsen und Fischen ausgebildet. Die Ökologie untersucht unter anderem, welche Mindestanforderungen eine abgeschlossene Lebensgemeinschaft erfüllen muss, um autark zu sein, das heißt, einen geschlossenen Stoffkreislauf zu ermöglichen. Letztlich kann die Gesamtheit aller Lebewesen der Erde als eine autarke Lebensgemeinschaft aufgefasst werden (vergleiche dazu die Gaia-Hypothese, die die Erde als einen Organismus auffasst.)
- Alle Lebewesen sind bezüglich eines dem System innewohnenden Programms, des genetischen Systems, autark. Damit können sie selbst ihre Lebensvorgänge auslösen, steuern und regeln. (Siehe Systemverhalten). (In diesem Sinne wären auch Viren und Viroide autark, ihr Programm ist aber nicht vollständig, sie sind auch auf die Programme ihrer Wirte angewiesen). Diese Autarkie ist insofern vollständig, als auch die Programmierung, also die Erstellung des genetischen Quellcodes nicht von außen, durch einen „Programmierer höherer Ordnung“, vorgenommen werden muss. Andererseits reichen die Programme nicht aus, um alle Lebensvorgänge zu determinieren: So kann sich zum Beispiel das Gehirn ohne Einfluss der Umwelt nicht fertig entwickeln. In völliger Dunkelheit würde die Sehrinde nicht ihre volle Funktionsfähigkeit erlangen.
- Alle Lebewesen sind bezüglich Wachstum, Reparatur und Reproduktion autark. Sie stellen die für sie charakteristischen Systemelemente (Biomoleküle, Zellorganelle, Zellen) selbst her, gleichen mit Hilfe von Reparaturmechanismen strukturelle Störungen innerhalb gewisser Grenzen von selbst aus und sind fähig, ähnliche Kopien von sich herzustellen. Die Herstellung identischer Kopien ist prinzipiell aufgrund physikalischer und chemischer Gesetzmäßigkeiten auf keiner Systemebene möglich. Die dadurch zwangsläufige Variation führt in Zusammenwirken mit der Umwelt zu Evolution auf allen Systemebenen. (Siehe dazu Systemtheorie der Evolution)

Bei der Entwicklung der Systemtheorie durch Physiker, Mathematiker und Techniker gingen diese immer wieder auf Analogien in Struktur und Verhalten von Lebewesen ein. Diese Betrachtung von Lebewesen als Systeme führte dazu, dass Konzepte der Kybernetik, Informatik und der Systemtheorie Eingang in die Biologie gefunden haben, zuletzt und umfassend in der Systemtheorie der Evolution.

### Thermodynamische Definition
Lebewesen sind als offene Systeme seit ihrer Existenz stets weit vom thermodynamischen Gleichgewicht entfernt. Sie weisen einen hohen Ordnungsgrad und damit eine niedrige Entropie auf. Diese können nur dadurch aufrechterhalten werden, dass die Erhöhung des Ordnungsgrades energetisch mit Prozessen gekoppelt wird, welche die hierfür notwendige Energie liefern. (Beispiel: Aufbau von organischen Stoffen niedriger Entropie wie Glukose, DNA oder ATP, aus anorganischen Stoffen hoher Entropie wie Kohlenstoffdioxid, Wasser und Mineralsalzen durch Photosynthese und Stoffwechsel.) Tritt der Tod ein, stellt sich das thermodynamische Gleichgewicht ein, der hohe Ordnungsgrad kann nicht mehr aufrechterhalten werden, die Entropie wird größer. Leben kann thermodynamisch als die Rückkopplung eines offenen Systems mit seiner Umgebung verstanden werden, welches auf Kosten dieser die eigene Ordnung aufrechterhält. Diese Definition steht mit einer der möglichen Formulierungen des 2. Hauptsatzes der Thermodynamik in Einklang, nach dem die Änderung der Entropie eines Gesamtsystems Null oder größer Null ist. Damit die Ordnung eines Systems aufrechterhalten bleiben oder zunehmen kann, muss die Unordnung der Umgebung mindestens in gleichem Maße zunehmen, sodass die Änderung des Gesamtsystems in Summe mindestens Null ist.

### Einordnung der Viren
Viren kommen einerseits als nackte Nukleinsäuren in den Wirtszellen vor, andererseits außerhalb von Zellen als Virionen, die aus der Nukleinsäure und einer Proteinhülle bestehen. Die meisten Wissenschaftler zählen Viren nicht zu den Lebewesen. Wird beispielsweise eine Zellstruktur als grundlegendes Kennzeichen von Lebewesen angesehen, sind Viren nicht zu den Lebewesen zu rechnen, da sie weder Zellen sind noch aus Zellen aufgebaut sind. Zwei weitere Kriterien sind noch wichtiger: Viren haben keinen eigenen Stoffwechsel und sie pflanzen sich nicht selbständig fort. Ihre Vermehrung erfolgt ausschließlich durch die Biosynthese-Maschinerie der Wirtszellen, die dabei durch die Virus-Nukleinsäure gesteuert wird.
Eine Einstufung als „Grenzfall des Lebens“ ist jedoch naheliegend. Die Existenz der Viren könnte in der Evolution auf einen Übergang von „noch nicht lebendig“ zu „lebendig“ hinweisen. Allerdings könnten sich die Viren auch aus „echten“ Lebewesen wie den Bakterien rückentwickelt haben.
Mittlerweile ist es gelungen, eine Nukleinsäure mit der Sequenz des Poliovirus durch DNA-Synthese künstlich zu erzeugen; auf die gleiche Weise hat man bereits viele weitere DNA- und RNA-Abschnitte für gentechnische Experimente erzeugt. Schleust man dann in dieser Weise erzeugte DNA-Stränge in Zellen ein, entstehen in der Folge komplette, natürliche Polioviren. Das Experiment verdeutlicht, dass die Grenze zwischen Lebewesen und Nicht-Lebewesen schwierig zu bestimmen ist.
Viren sind durch Mutationen und Selektion der Evolution unterworfen. Im weiteren Sinne gilt dies aber auch für viele Nicht-Lebewesen, zum Beispiel für einzelne Gene (Das egoistische Gen), aber auch für Verhaltensweisen und kulturelle Errungenschaften wie Werkzeuge, Techniken und Ideen (Mem-Theorie). Die Evolution der Viren ist deshalb kein hinreichender Beweis dafür, dass Viren Lebewesen seien.

## Lebewesen der Superlative
- Der Dunkle Hallimasch im Malheur National Forest, Oregon, Humongous Fungus – „riesiger Pilz“ – gilt nach derzeitigem Kenntnisstand mit rund 9 Quadratkilometern (je nach Quelle um die 880 Hektar oder 965 Hektar) bezogen auf seine Fläche als das größte Lebewesen und der größte Pilz der Erde. Sein Gewicht wurde auf 7567 bis 35.000 Tonnen geschätzt.[16]

- Der General Sherman Tree in Kalifornien (USA), ein Exemplar des Riesenmammutbaumes, wiegt 1.950 Tonnen (Stand 1938) und ist das vermutlich schwerste nicht-klonale Lebewesen der Erde.